# HD 114386
Désignations
HD 114386 est une étoile de la constellation australe du Centaure qui possède une paire d'exoplanètes en orbite. Sa magnitude visuelle apparente est de 8,73, ce qui signifie qu'elle n'est pas visible à l'œil nu, mais qu'elle peut être observée avec un télescope ou de bonnes jumelles. D'après les mesures de sa parallaxe annuelle, le système se situe à ∼ 91 a.l. (∼ 27,9 pc) du Soleil. Il s'éloigne à une vitesse radiale de 33,4 km/s. L'étoile présente un mouvement propre élevé, parcourant la sphère céleste à une vitesse angulaire de 0,318 arcsec/an-1.

## Propriétés
HD 114386 est une naine orange de type spectral K3 V. Sa masse représente 76 % de celle du Soleil et son rayon est de 73 %. L'étoile est beaucoup plus vieille que le Soleil, son âge étant estimé à environ 9 Ga. La teneur en fer de l'atmosphère stellaire, une mesure de la métallicité de l'étoile, est proche de celle du Soleil. Son intensité lumineuse est plutôt faible comparée à celle du Soleil, ne rayonnant que 28 % de sa luminosité depuis sa photosphère, à une température effective de 4 926 K.

## Système planétaire
En 2004, l'équipe de recherche d'exoplanètes de Genève (en) a annoncé la découverte d'une exoplanète en orbite autour de l'étoile. Les données préliminaires pour une deuxième exoplanète ont été publiées en 2011.
| Planète | Masse     | Demi-grand axe (ua) | Période orbitale (jours) | Excentricité | Inclinaison | Rayon |
| ------- | --------- | ------------------- | ------------------------ | ------------ | ----------- | ----- |
| b (en)  | ≥ 0,37 MJ | 1,65                | 445                      | 0,12         |             |       |
| c       | ≥ 1,19 MJ |                     | 1 046                    | 0,06         |             |       |